# Cymbidium micranthum
Cymbidium micranthum är en orkidéart som beskrevs av Zhong Jian Liu och Sing Chi Chen. Cymbidium micranthum ingår i släktet Cymbidium, och familjen orkidéer. Inga underarter finns listade i Catalogue of Life.